# Kara Kojunlu
Kara Kojunlu (albo Kara-Kojunlu, Karakojunlu, Kara Kojunłu) – turkmeńska federacja plemienna, od połowy XIV wieku do roku 1469 tworząca państwo u szczytu potęgi obejmujące część wschodniej Anatolii, Dżezirę, Irak i większość Iranu.

## Historia
„Kara Kojunlu” oznacza dosłownie „czarna owca” (co można przekładać także jako „te (plemiona) z czarną owcą”, „czarno-barani”). Zgodnie z jedną z hipotez nazwa ta pochodzi od totemicznego zwierzęcia plemienia. Jednak przynajmniej według Raszid ad-Dina Turcy  nie mogli jeść mięsa swoich zwierząt totemicznych, wyjaśnienie to wydaje się zatem nieprawdopodobne. Według innej interpretacji nazwa ta pochodzi po prostu od przeważającego koloru trzód plemienia. W sumie nie wiadomo skąd Kara Kojunlu wzięli swoją nazwę, ale musiała ona mieć charakter antytetyczny do nazwy Ak Kojunlu („biała owca”), używanej przez konkurencyjną turkmeńską federację plemienną.
Samo plemię Kara Kojunlu było jednym ze szczepów (oba) Oguzów. Prawdopodobnie należało ono do Jiwa, jednego z pierwotnych plemion Oguzów wymienionych przez Raszida ad-Dina, co potwierdza m.in. fakt, że dynastyczny emblemat Kara Kojunlu był identyczny z emblematem Jiwa. Późniejsze sukcesy Kara Kojunlu sprawiły, że w ich służbę wstąpiło wiele innych plemion. Nazwa Kara Kojunlu nie pojawia się przed okresem mongolskim, jednak istnieją wcześniejsze wzmianki na temat jego rodu panującego, „Barani” (albo „Baharlu”), mającego siedzibę w miejscowości Bahar w pobliżu Hamadanu i reprezentowanego na terytorium od basenu jeziora Urmia do Jeziora Wan. Być może mongolska inwazja doprowadziła do przemieszczenia się Barani całkowicie w rejon jeziora Wan, gdzie później uformowała się federacja Kara Kojunlu.
W czasach Ilchanidów Kara Kojunlu podlegali Ojratom. W roku 1337 terytoria tych ostatnich we wschodniej Anatolii zajęli Sutajlidzi i przejęli zwierzchnictwo nad Kara Kojunlu. W roku 1350 przywódca Sutajlidów zginął z ręki jednego ze swoich emirów, Husejn Bega, którego z kolei rok później zabił Bajram Chodża (1351–1380), „człowiek odpowiedzialny za wprowadzenie Kara Kojunlu na scenę historii”. Bajramowi Chodży udało się zdobyć Mosul i podporządkować sobie większość lokalnych dynastii w regionie Diyarbakıru, Achlatu i Erzurum, jednak w roku 1366 został on pokonany przez sułtana Uwajsa (1356–1374) z dynastii Dżalajirydów. Wydaje się, że po tym zdarzeniu Kara Kojunlu stali się wasalami Dżalajirydów i chociaż Bajram Chodża zerwał ten stosunek po śmierci Uwajsa, to w roku 1377 musiał ponownie uznać zwierzchność sułtanatu na lżejszych warunkach. Niemniej nie zmniejszyło to jego aktywności w ciągłym poszerzaniu bezpośrednio podległych Kara Kojunlu terytoriów i w chwili jego śmierci rozciągały się one od Mosulu do Erzurum. Jego następca, Kara Mehmed (1380–1389), w roku 1382 pokonał dżalajirydzką armię zapewniając tron sułtanatu Ahmadowi (1382–1410) i kończąc tym samym zależność Kara Kojunlu od Dżalajirydów. Po serii sukcesów w walce z lokalnymi dynastiami i plemionami w roku 1387 Kara Mehmed musiał bronić się przed atakiem Timura (1370–1405). Wykorzystał jednak jego odejście do zajęcia rok później Tebrizu. Kara Mehmed zginął w wyniku buntu Pir Hasana, syna zabitego niegdyś przez Bajrama Chodżę Husejn Bega.

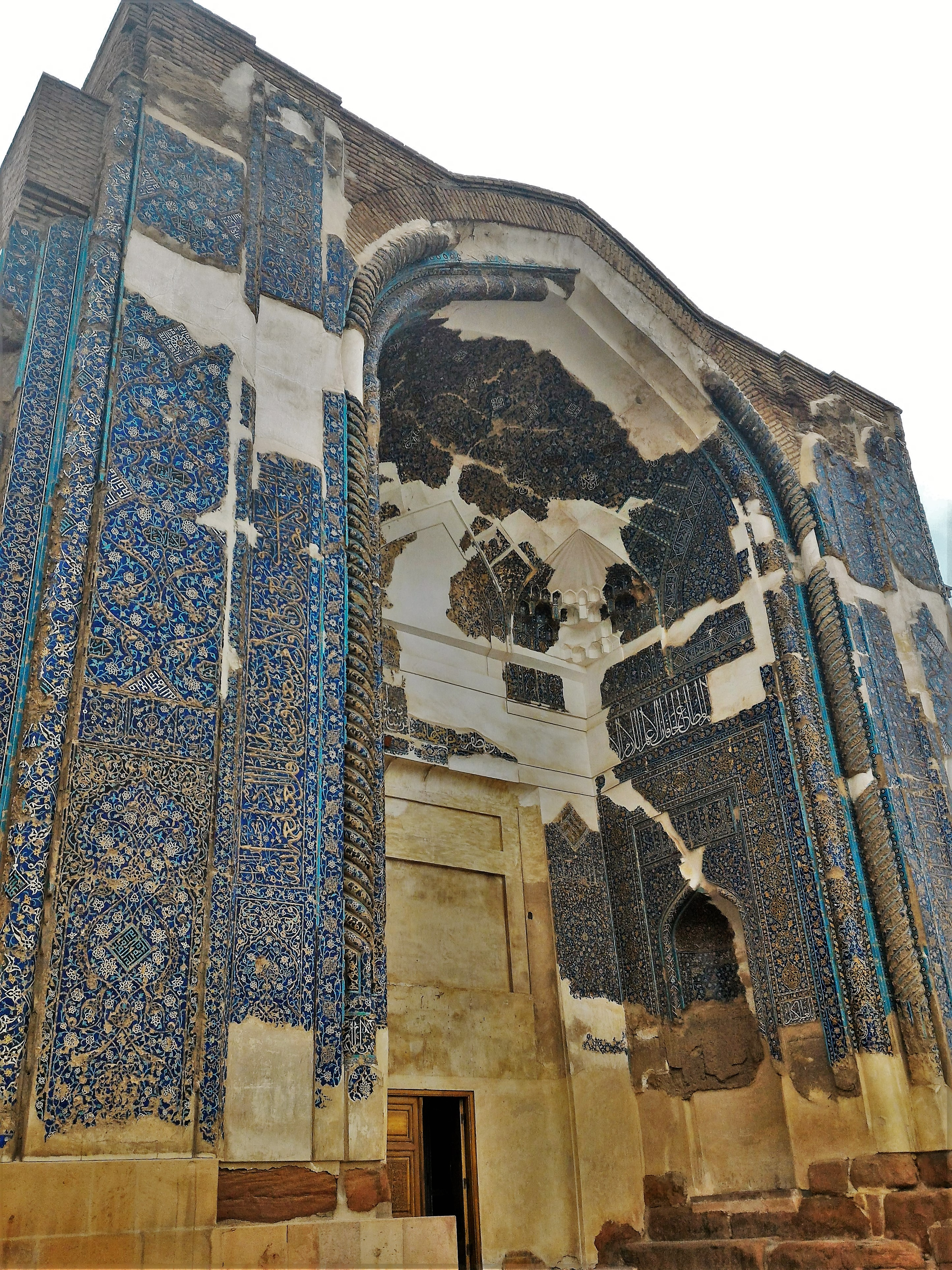
Ejwan wejściowy Błękitnego Meczetu w Tebrizie

Pir Hasan musiał walczyć o władzę nad Kara Kojunlu z synem Kara Mehmeda, Kara Jusufem (1389–1420), i ostatecznie zmarł w roku 1391. Wkrótce Kara Jusuf stanął jednak w obliczu kolejnych najazdów Timura i chociaż wykorzystując jego odejście udało mu się kilkakrotnie odbić Tebriz, to w obliczu przewagi przeciwnika udał się on w roku 1400 na wygnanie do Osmanów, a gdy w roku 1402 Timur pokonał Bajazyda (1389–1402) pod Ankarą do Iraku i ostatecznie mameluckiej Syrii. W roku 1406 Kara Jusuf powrócił do wschodniej Anatolii i pokonał pod Nachiczewanem panującego w Azerbejdżanie wnuka Timura, Aba Bakra (1405–1408). Zdobycie Azerbejdżanu zostało przypieczętowane zwycięstwem pod Sard Rud w pobliżu Tebrizu w roku 1408, w której to bitwie zginął syn Timura Miranszah (1405–1408). Te sukcesy Kara Jusufa wywołały zazdrość Dżalajirydy Ahmada, który zajął Tebriz, jednak w roku 1410 został pokonany przez przywódcę Kara Kojunlu i zabity. Jego terytoria w Iraku zostały zdobyte przez syna Kara Jusufa Szaha Mehmeda (1412–1433), który rządził nimi, początkowo w imieniu ojca, aż do roku 1433. W kolejnych latach Kara Jusuf prowadząc zwycięskie walki z lokalnymi dynastiami poszerzał terytoria Kara Kojunlu, jednak na drodze jego dalszej ekspansji we wschodniej Anatolii stanął przywódca Ak Kojunlu Kara Jülük Osman (1403–1435). Mimo że Kara Jülük został pokonany w kilku bitwach, a nawet zmuszony do ucieczki na terytorium mameluckie, to Kara Jusuf nie był w stanie go sobie podporządkować.
W roku 1419 Kara Jusuf zajął część Iraku Perskiego, w odpowiedzi na co w roku 1420 wyruszył przeciwko niemu władca Timurydów Szahruch (1405–1447). 17 października 1420 roku Kara Jusuf zmarł, a Kara Kojunlu wpadli w panikę. W tej sytuacji Szahruch bez trudu zajął Soltanije i w ciągu zimy 1420/1421 wielu miejscowych władców złożyło mu hołd. W międzyczasie Kara Kojunlu skupili się jednak wokół syna Kara Jusufa, Iskandara (1421–1438), który pobił Kara Jülüka i rzucił wyzwanie Szahruchowi. Ten pokonał go dopiero po trzydniowej bitwie stoczonej na równinie Alaszgird w dniach 29 lipca do 1 sierpnia 1421 roku. Zadowolony z tego zwycięstwa Szahruch wyruszył w drogę powrotną do Heratu, w rezultacie czego Azerbejdżan pozostał w rękach Kara Kojunlu. W ciągu kilku następnych lat Iskandar ukarał emirów, którzy podporządkowali się Szahruchowi, by w roku 1428 splądrować terytoria Timurydów, a w następnym zająć szereg ich zachodnich miast, włącznie z Soltanije i Kazwinem. W odpowiedzi Szahruch wyruszył przeciwko niemu z wielką armią i pokonał go w dwudniowej bitwie stoczonej 17 i 18 września pod Salmas. Zdał on sobie jednak sprawę, że nie pokona całkowicie Kara Kojunlu, i ustanowił najmłodszego syna Kara Jusufa, Abu Sa’ida, namiestnikiem Azerbejdżanu w swoim imieniu. Jednak niedługo po tym jak Szahruch wiosną 1430 roku wycofał się z Azerbejdżanu Iskandar pokonał i zabił Abu Sa’ida. Niemniej walki pomiędzy synami Kara Jusufa nadal wstrząsały Kara Kojunlu. Do roku 1433 Aspand (1433–1445) wyparł Szaha Mehmeda z Iraku. W latach 1433 i 1434 walczący z Iskandarem bracia, Szah Mehmed, Aspand i Dżahanszah (1438–1467) kolejno uznawali się za wasali Szahrucha. W roku 1434 uznał on Dżahanszaha za przywódcę Kara Kojunlu i wyruszył przeciwko Iskandarowi. Ten wycofał się w kierunku Erzurum i po krwawej choć zwycięskiej bitwie z Kara Jülükiem, którego zabił, uciekł na terytorium Osmanów, co pozwoliło Szahruchowi zainstalować Dżahanszaha w Azerbejdżanie. Po odejściu Szahrucha Iskandar zaatakował Dżahanszaha, jednak w roku 1438 został przez niego pokonany w bitwie w pobliżu Tebrizu. Oblężony przez swojego brata w niedostępnej twierdzy Alindżak Iskandar zginął z ręki własnego syna w tym samym roku.
Aspand zmarł w roku 1445 i Dżahanszah w następnym roku zajął jego terytoria w Iraku. W roku 1447 zmarł Szahruch i wśród Timurydów wybuchła wojna o sukcesję. Dżahanszah natychmiast zajął Soltanije i Kazwin, w roku 1452 także Isfahan, a Fars i Kerman w roku 1453. Przejściowo w czerwcu 1458 roku Dżahanszah okupował nawet Herat, ostatecznie jednak wycofał się z Chorasanu w obliczu armii Abu Sa’ida (1451–1469) i zawarł z nim pokój, potwierdzający jego dotychczasowe zdobycze. Po śmierci Kara Jülüka Ak Kojunlu pogrążyli się w walce o sukcesję po nim. Wykorzystując tę sytuację przy poparciu niektórych ich wodzów plemiennych w roku 1450 Dżahanszah zaatakował przywódcę Ak Kojunlu Dżahangira (1444–1452) i po podboju znacznej części Armenii obległ go w Amidzie. W roku 1452 Dżahangir poddał się i uznał zwierzchność Dżahanszaha. Tego faktu nie uznał jednak brat Dżahangira, Uzun Hasan (1452–1478), który jesienią tego samego roku podczas jego nieobecności w drodze bezkrwawego przewrotu opanował Amidę i stanął na czele Ak Kojunlu. Dżahanszah przekazał Dżahangirowi Erzincan i cały region Pontu od Wyżyny Armeńskiej po Morze Czarne, jednak mimo tego ten ostatecznie został pokonany przez Uzun Hasana w roku 1457. W roku 1467 Dżahanszah wyruszył na wyprawę przeciwko Uzun Hasanowi, jednak kiedy w październiku dotarł do wschodniej Anatolii z powodu nadejścia wyjątkowo wczesnej zimy rozpuścił większość swoich wojsk na leża zimowe. Tymczasem Uzun Hasan bacznie obserwował jego ruchy i 11 listopada 1467 roku zaatakował jego obóz w pobliżu Sandżaru w regionie Czapakczur. Według Samarkandiego Dżahanszah miał wówczas przy sobie tylko trzystu ludzi. On i jego syn Muhammadi zginęli podczas ucieczki, a jego kolejny syn, Jusuf, został schwytany i oślepiony. Ponieważ w roku 1466 Dżahanszah kazał stracić swojego najzdolniejszego syna Pir Budaka za kolejny bunt, Kara Kojunlu zostali pozbawieni skutecznego przywództwa. Władzę nad nimi przejął inny syn Dżahanszaha, uwolniony z więzienia Hasan Ali (1467–1469), który był człowiekiem niewielkiej inteligencji i słabego charakteru. Nie był on w stanie przeciwstawić się Uzun Hasanowi, który pokonał go w Marandzie, i schronił się u Abu Sa’ida, którego prosił o pomoc. Kiedy i ten został pokonany przez Ak Kojunlu Hasan Ali uciekł w stronę Hamadanu i po tym jak zorientował się, że nie uniknie pojmania, w kwietniu 1469 roku popełnił samobójstwo. Begowie rodu Barani zabrali oślepionego Jusufa do Farsu i osadzili go na tronie Kara Kojunlu, ale jeszcze w tym samym roku został on zabity przez syna Uzun Hasana, Ughurlu Mehmeda. Wszystkie terytoria Kara Kojunlu przeszły w ręce Ak Kojunlu i ich państwo upadło. Nie był to jednak koniec historii rodu Barani, ponieważ jeden z potomków Iskandara, Kuli Kutb al-Mulk (1512–1543), jako młody człowiek wyemigrował do Indii, gdzie wstąpił na służbę Bahmanidów, i po rozpadzie ich państwa założył dynastię Kutbszahów, panującą w Golkondzie aż do roku 1687.
Pod względem organizacyjnym państwo Kara Kojunlu było kontynuacją państwa Dżalajirydów. Kara Kojunlu uważali się za ich prawowitych spadkobierców, a poprzez nich nawiązywali do tradycji Ilchanidów. Nie jest pewne czy Dżahanszah rzeczywiście przyjął tytuł ilchana, ale Kara Kojunlu używali takich związanych z Imperium Mongolskim tytułów jak „kagan”, „nojon”, czy „bahadur”. Fakt że ostatni członkowie dynastii nosili takie imiona jak Jar Ali, Pir Ali, Hasan Ali, Husejn Ali i Ali Szeker może być uznany za świadectwo wpływów szyickich wśród Kara Kojunlu. Co więcej Aspand miał wypuszczać monety w imieniu dwunastu imamów podczas swoich rządów w Iraku. Z drugiej jednak strony na monetach Dżahanszaha pojawiają się imiona czterech kalifów prawowiernych i żaden współczesny historyk nie przypisywał mu inklinacji szyickich. Dzahanszah był także człowiekiem wysokiej kultury, patronującym uczonym i poetom. Najznaczniejszym świadectwem tego mecenatu są dzisiaj ruiny Błękitnego Meczetu w Tebrizie. Pod jego imieniem zachował się także dywan poezji w języku tureckim i perskim.

## Władcy
- Bajram Chodża (1351–1380)
- Kara Mehmed (1380–1389)
- Kara Jusuf (1389–1420)
- Iskandar (1421–1438)
- Dżahanszah (1438–1467)
- Hasan Ali (1467–1469)

### Linia iracka
- Szah Mehmed (1412–1433)
- Aspand (1433–1445)